# Epallage fatime
Epallage fatime là loài chuồn chuồn trong họ Euphaeidae (Epallagidae). Loài này được Charpentier mô tả khoa học đầu tiên năm 1840.

## Hình ảnh

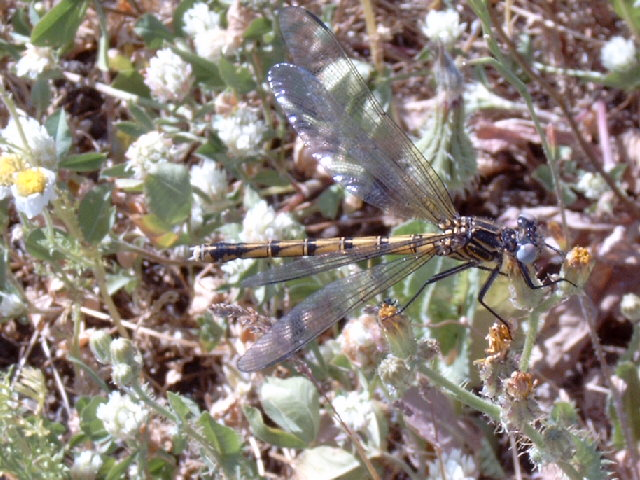
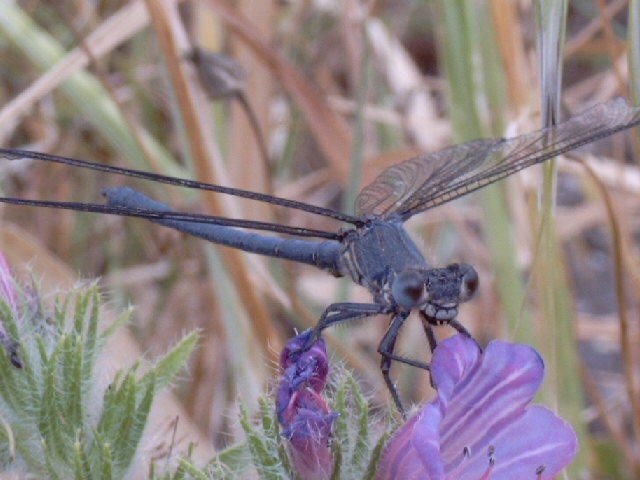